# Северный Брабант
Северный Браба́нт (нидерл. Noord-Brabant) — провинция на юге Нидерландов. Столица — Хертогенбос, крупнейший город — Эйндховен. Население 2 471 011 человек (3-е место среди провинций; данные 2013 г.).

## География
Площадь территории 5081,76 км² (3-е место), в том числе суша — 4916,49 км² (2-е место).

## История
Северный Брабант расположен на территории древней Токсандрии.
Восьмидесятилетняя война (1568—1648 годы) разделила герцогство Брабант: по Вестфальскому миру северные провинции отошли независимым Нидерландам и образовали современную провинцию Северный Брабант. Южная часть оставалась герцогством в составе Габсбургских Южных Нидерландов. Сейчас южный Брабант разделён на Фламандский Брабант, Валлонский Брабант, Антверпен и Брюссельский столичный регион.

## Достопримечательности
- Хесвейк — cредневековый замок на воде.